# Capitoli di Yu-Gi-Oh!

Copertina del quindicesimo volume della seconda edizione italiana, raffigurante Bakura, Anzu, Hiroto, Yami Yugi, Jonouchi e sullo sfondo Pegasus

Questa è la lista dei capitoli di Yu-Gi-Oh!, manga di Kazuki Takahashi. La storia segue le avventure di un ragazzo chiamato Yugi Mutō, il quale, in possesso del Puzzle del Millennio, riesce a risvegliare un suo alter ego, Yami Yugi, che lo aiuterà a risolvere qualsiasi problema legato ai vari giochi da lui disputati.
Il manga è stato serializzato dalla Shūeisha sulla rivista settimanale Weekly Shōnen Jump dal 1996 al 2004. I capitoli sono stati poi raccolti dalla casa editrice in formato tankōbon e pubblicati a partire dal 4 marzo 1997 al 4 giugno 2004. La stessa casa editrice ha poi ripubblicato il manga in 22 volumi dal 18 aprile 2007 al 18 marzo 2008.
Dal 1º luglio 2000, la Panini Comics, ha pubblicato in Italia gli albi in un formato diverso da quello originale e ha operato delle divisioni non presenti nella versione giapponese. Tuttavia questa prima pubblicazione venne interrotta nell'aprile 2005 al volume 24 per via dello scarso successo ottenuto, e successivamente venne raggiunta e continuata grazie alla ristampa mensile già in corso dall'ottobre 2003 e poi terminata nel luglio 2011. In questa seconda edizione, i primi 6 volumi vennero divisi in due portando così il numero a 12. Dal volume 13 in poi venne mantenuto lo stesso numero di capitoli in ogni volume.
In seguito il manga è stato adattato in due serie anime, la prima, Yu-Gi-Oh!, creata dalla Toei Animation, la seconda prodotta dalla Nihon Ad Systems, che ha aggiunto il sottotitolo di Duel Monsters, rimosso successivamente nella distribuzione internazionale.
| Indice Lista volumi 1 2 3 4 5 6 7 8 9 10 11 12 13 14 15 16 17 18 19 22 23 24 25 26 27 28 29 30 31 32 33 34 35 36 37 38 Note Voci correlate |

## Lista volumi
| Nº Ja | Nº It | Titolo italiano Giapponese 「Kanji」 - Rōmaji - Traduzione letterale | Data di prima pubblicazione         | Data di prima pubblicazione    |
| Nº Ja | Nº It | Titolo italiano Giapponese 「Kanji」 - Rōmaji - Traduzione letterale | Giapponese                          | Italiano                       |
| 1     | 1-2   | Yu-Gi-Oh! 1/Yu-Gi-Oh! 2 「神のパズル」 - Kami no Pazuru – "Il puzzle degli dei" | 4 marzo 1997 ISBN 4-08-872311-2     | 2 ottobre 2003 6 novembre 2003 |
| 1     | 1-2   | Capitoli - Battle 1. Il puzzle degli dei (神のパズル?, Kami no Pazuru) - Battle 2. L'occhio della menzogna (偽りの目?, Itsuwari no me) - Battle 3. Hard Beat! (ハードビート！！?, Hādo Bīto!!) - Battle 4. Il fuggitivo (脱獄囚?, Datsugoku shū) - Battle 5. Lo strano profeta (妙な予言者?, Myōna yogensha) - Battle 6. Un combattimento difficile (熱い死闘?, Atsui shitō) - Battle 7. Il vero volto (真実の顔?, Shinjitsu no kao) |                                     |                                |
| 1     | 1-2   | Trama A scuola, Yugi Mutō, un ragazzo appassionato di giochi, tenta di risolvere il Puzzle del Millennio su cui ha lavorato per otto anni, nonostante l'offerta di un ragazzo di farlo giocare a pallacanestro con loro. Durante il tempo in cui lo risolve, altri due ragazzi, Katsuya Jonouchi e Hiroto Honda, prendono la scatola contenente i pezzi e iniziano a lanciarla avanti e indietro. Finalmente Anzu Mazaki, una degli amici d'infanzia di Yugi, prende la scatola e insegue i due bulli. Yugi racconta ad Anzu del tesoro, senza rendersi conto che Jonouchi aveva rubato l'ultimo pezzo, con l'aiuto di Honda, e l'aveva lasciato cadere in un fossato. Tetsu Ushio origlia, ma grazie a Honda, hanno evitato i guai. Dopo la scuola, Ushio chiede a Yugi se qualcuno lo ha preso in giro, con Yugi che lo nega. Il giorno successivo, dopo la scuola, Ushio mostra a Yugi Jonouchi e Honda malconci, e gli chiede di pagargli 200.000 yen. Mentre sta cercando di elaborare un piano, si spinge più lontano di quanto abbia mai avuto nel risolvere il puzzle. Jonouchi arriva appena in tempo per dare il nonno di Yugi, Sugoroku Mutou, l'ultimo pezzo. Sugoroku lo dà a Yugi e Yugi risolve finalmente il puzzle. Un altro essere prende il sopravvento e sfida Ushio a un gioco delle ombre a scuola, sconfiggendolo e ponendolo in una punizione, in cui vede solo soldi. A scuola il giorno dopo, Jonouchi incontra Yugi, che non ha memoria di quello che è successo dopo aver risolto il puzzle. Dice di avere un dono che "c’è , ma non può essere visto", e quel dono è l'amicizia. |                                     |                                |
| 2     | 3-4   | Yu-Gi-Oh! 3/Yu-Gi-Oh! 4 「牙を持つカード」 - Kiba wo motsu Kādo – "Le carte con i denti" | 1º maggio 1997 ISBN 4-08-872312-0   | 4 dicembre 2003 8 gennaio 2004 |
| 2     | 3-4   | Capitoli - Battle 8. L'uomo velenoso (毒の男?, Doku no otoko) - Battle 9. La carta dai denti aguzzi (prima parte) (牙を持つカード<前編>?, Kiba wo motsu Kādo (zenpen)) - Battle 10. La carta dai denti aguzzi (seconda parte) (牙を持つカード<後編>?, Kiba wo motsu Kādo (kōhen)) - Battle 11. I Corrotti (prima parte) (キレた奴ら<前編>?, Kireta Yatsura (zenpen)) - Battle 12. I Corrotti (seconda parte) (キレた奴ら<後編>?, Kireta Yatsura (kōhen)) - Battle 13. L'uomo venuto dall'Egitto (prima parte) (エジプトから来た神<前編>?, Ejiputo kara kita otoko (zenpen)) - Battle 14. L'uomo venuto dall'Egitto (seconda parte) (エジプトから来た神<後編>?, Ejiputo kara kita otoko (kōhen)) - Battle 15. L'altro colpevole (もう一人の罪人?, Mō hitori no zainin) |                                     |                                |
| 2     | 3-4   | Trama Jonouchi spende una grossa somma di denaro su un paio di scarpe conosciute come "Air Muscle", che vengono poi rubate dai "Muscle Hunters", un gruppo alla ricerca di scarpe rare. Questo risulta essere una truffa creata dal negoziante per ottenere denaro. L'altro Yugi sfida il negoziante ad un gioco delle ombre, dopo di che il negoziante finisce per essere pugnalato dallo scorpione che ha messo dentro la scarpa. Poi, Sugoroku introduce Magic & Wizards (in seguito cambiato in Duel Monsters) a Jonouchi e Anzu, che, sebbene popolare in America, ha ottenuto un seguito in Giappone. Seto Kaiba arriva quindi nel Game Store e offre una grande quantità di figurine per il drago bianco degli occhi blu di Sugoroku, che rifiuta. Kaiba quindi intima a Yugi di dargli la carta a scuola. L'altro Yugi quindi lo sfida ad un gioco delle ombre in cui i mostri del gioco prendono vita. Kaiba riesce a evocare la carta di Sugoroku, ma invece si sacrifica perché Kaiba non capisce il suo cuore. Kaiba perde, e quindi viene sottoposto a un gioco in cui è intrappolato in un'illusione in cui crede di essere circondato da mostri. In seguito, l'ex capo della banda di Jonouchi, Hirutani, torna e chiede di ricongiungersi alla sua banda, altrimenti avrebbe battuto tutti i suoi compagni di classe a Domino High. Jonouchi inizialmente è d'accordo fino a quando un membro della banda ferisce Yugi, che stava supplicando Jonouchi di venire con loro. La banda poi lega Jonouchi e inizia a torturarlo con taser. Usando il potere del Puzzle del Millennio, Yugi trova Jonouchi e sconfigge la banda facendoli ricoprire di acqua piovana e usando uno dei loro taser contro di loro. Infine, una mostra museale con reperti egiziani trovati di recente viene in Giappone, e l'uomo che li ha scoperti, il professor Yoshimori, invita il suo amico Sugoroku (insieme a Yugi e amici) a vedere la mostra gratuitamente. Il curatore del museo quindi affida a Yugi il compito di dargli il Puzzle del Millennio, dove intende venderlo. Tuttavia, finisce per essere ucciso in un gioco delle ombre di Shadi, proprietario sia della Bilancia del millennio che della chiave. Yugi incontra Shadi, che usa la chiave del millennio per scrutare nella sua anima, dove trova l'altro Yugi, che lo sottopone ad un gioco e vince. Sconfitto, Shadi parte per punire il Professor Yoshimori e scopre di conoscere Yugi. Desideroso di avere una rivincita con Yugi, Shadi lava il cervello da Yoshimori con la chiave del Millennio e lo costringe ad attaccare gli amici di Yugi nel tentativo di esporre Yugi.                                                                      |                                     |                                |
| 3     | 5-6   | Yu-Gi-Oh! 5/Yu-Gi-Oh! 6 「カプセル・モンスター・チェス！」 - Kapuseru Monsutā Chesu! – "Capsule Monster Chess!" | 4 luglio 1997 ISBN 4-08-872313-9    | 5 febbraio 2004 12 marzo 2004  |
| 3     | 5-6   | Capitoli - Battle 16. La sfida di Shahdi (シャーディーの挑発?, Shādī no chōhatsu) - Battle 17. Game Start (ゲーム開始！！?, Gēmu kaishi!!) - Battle 18. La seconda prova (第２の試練?, Dai ni no shiren) - Battle 19. Final Game (最終試練?, Saishū shiren) - Battle 20. Conclusione (決着?, Ketchaku) - Battle 21. La battaglia dei Tamagotchi! (デジタルペット対決?, Dejitaru Petto taiketsu) - Battle 22. American Hero (prima parte) (アメリカン・ヒーロー<前編>?, Amerikan Hīrō (zenpen)) - Battle 23. American Hero (seconda parte) (アメリカン・ヒーロー<後編>?, Amerikan Hīrō (kōhen)) - Battle 24. Capsule Monster Chess! (カプセル・モンスター・チェス！?, Kapuseru Monsutā Chesu!) |                                     |                                |
| 3     | 5-6   | Trama Desideroso di scoprire il vero potere del Puzzle del Millennio, con la Bilancia del Millennio e la chiave del Millennio, Shadi richiama un mortale gioco delle ombre che, se Yugi non riesce a superare, ucciderà i suoi migliori amici. Un nuovo gioco è in voga, il Digital Pet che consiste in un piccolo schermo dove bisogna prendersi cura di un animaletto dandogli da mangiare e pulendolo (sarebbe una versione fittizia del Tamagochi); Jonouchi, Yugi e Anzu hanno anche loro il Pet, Kujirada, un ragazzo molto robusto nutre in maniera smisurata il suo pet finché questi inizia a parlare dicendo che vivrà più a lungo se verrà nutrito in seguito cerca di mangiarsi U2, il pet di Yugi, ma all'improvviso divento super potente e lo sconfigge (probabilmente c'entra qualcosa l'altro Yugi). Hanasaki un appassionato di fumetti invita a casa i ragazzi per mostrare la sua collezione. |                                     |                                |
| 4     | 7-8   | Yu-Gi-Oh! 7/Yu-Gi-Oh! 8 「計画始動！！」 - Keikaku shidō!! – "Project Start!!" | 4 settembre 1997 ISBN 4-08-872314-7 | 15 aprile 2004 13 maggio 2004  |
| 4     | 7-8   | Capitoli - Battle 25. "One Inch" Terror (１インチの恐怖?, Ichi-Inchi no kyōfu) - Battle 26. Roulette russa fatale (死のロシアン・ルーレット?, Shi no Roshian Rūretto) - Battle 27. Project Start! (計画始動！！?, Keikaku shidō!!) - Battle 28. Primo campo di battaglia (第一の戦場?, Dai ichi no senjō) - Battle 29. Shooting Stardust (シューティング・スターダスト?, Shūtingu Sutādasuto) - Battle 30. Soprattutto, non gridare! (声を出すな！！?, Koe wo dasuna!!) - Battle 31. Il maniero dell'assassino (殺人の館?, Satsujin no yakata) - Battle 32. Il "Death Match": La maledizione della catena! (チェンソーデスマッチ！！?, Chensō Desumatchi!!) - Battle 33. La camera della paura! (正方形の恐怖！！！?, Seihōkei no kyōfu!!!) |                                     |                                |
| 4     | 7-8   | Trama Kaiba, dopo aver perso contro Yugi, subisce una punizione in cui prova una sensazione simile alla morte, e soffre di incubi da allora in poi. Furioso per la sconfitta e l'umiliazione, decide di costruire un parco a tema chiamato Death-T, progettato per decretare vendetta su Yugi uccidendolo con giochi mortali. Attirato il nonno di Yugi in una versione virtuale del gioco, sconfigge il vecchio maestro di gioco con tre Draghi Bianchi Occhi Blu e strappa la sua preziosa carta. Quando Kaiba tortura Sugoroku con un gioco di penalità artificiale e minaccia la sua vita, Yugi e i suoi amici sono costretti a partecipare ai giochi mortali di Kaiba per salvarlo. I giochi sono un laser gunfght, un sottobicchiere che può fulminare quelli che fanno rumore, un gioco a tempo in cui le mani degli amici di Yugi si spezzeranno se non capisce un indovinello, una deathmatch di motoseghe e una stanza con cubi che cadono. Gli amici di Yugi, ad eccezione di Honda, che era "scomparso" durante il gioco cubico in caduta, superano con successo queste sfide |                                     |                                |
| 5     | 9-10  | Yu-Gi-Oh! 9/Yu-Gi-Oh! 10 「青眼の恐怖！！」 - Seigan no kyōfu!! – "Il terrore dagli Occhi Blu!!" | 4 novembre 1997 ISBN 4-08-872315-5  | 10 giugno 2004 8 luglio 2004   |
| 5     | 9-10  | Capitoli - Battle 34. La seconda arena di combattimento! (第２の闘技場!!!?, Dai ni no tōgi-ba!!!) - Battle 35. Lotta mortale sullo scacchiere (盤上の死闘?, Banjō no shitō) - Battle 36. Un ultimo, spietato combattimento (無常のラストバトル?, Mujō no Rasuto Batoru) - Battle 37. Battaglia! Battaglia! (死闘！！?, Shitō!!) - Battle 38. Il terrore dagli Occhi Blu! (青眼の恐怖！！?, Seigan no kyōfu!!) - Battle 39. L'esito del combattimento (死闘の果て！！?, Shitō no hate!!) - Battle 40. Un lembo della sua anima (心の１片?, Kokoro no ichi-pen) - Battle 41. Alla ricerca dell'amore!! (“恋”を見つけよう！！?, "Koi" wo mitsukeyō!!) - Battle 42. A me il milione di yen! (１００万円をゲットせよ！！?, Hyaku-man yen wo getto seyo!!) |                                     |                                |
| 5     | 9-10  | Trama Yugi racconta ai suoi amici del suo "altro sé" prima di affrontare Mokuba in una rivincita di Capsule Monster Chess. Salva Mokuba dal gioco di rigore di Kaiba, e l'altro Yugi affronta Kaiba in una rivincita di Magic & Wizards. Dopo alcuni turni, Kaiba usa la sua combo usata contro il nonno di Yugi. L'altro Yugi raccoglie tutte le carte necessarie, le parti di Exodia il proibito, per sconfiggere Kaiba. Usa una "tecnica mentale" su Kaiba, in cui Kaiba ricostruirà lentamente il suo cuore. |                                     |                                |
| 6     | 11-12 | Yu-Gi-Oh! 11/Yu-Gi-Oh! 12 「モンスターファイト！！」 - Monsutā Faito!! – "Monster Fight!!" | 9 gennaio 1998 ISBN 4-08-872505-0   | 5 agosto 2004 9 settembre 2004 |
| 6     | 11-12 | Capitoli - Battle 43. Monster Fight! (prima parte) (モンスターファイト！！ <前編>?, Monsutā Faito!! (zenpen)) - Battle 44. Monster Fight! (seconda parte) (モンスターファイト！！ <後編>?, Monsutā Faito!! (kōhen)) - Battle 45. Il terrore del 13 (１３の恐怖！！?, Jūsan no kyōfu!!) - Battle 46. La diabolica carta del drago (prima parte) (魔の龍札<前編>?, Ma no ryūsatsu (zenpen)) - Battle 47. La diabolica carta del drago (seconda parte) (魔の龍札<後編>?, Ma no ryūsatsu (kōhen)) - Battle 48. La battaglia di Jono-uchi! (prima parte) (城之内！！ 魂のバトル！！ <前編>?, Jōnouchi!! Tamashī no Batoru!! (zenpen)) - Battle 49. La battaglia di Jono-uchi! (seconda parte) (城之内！！ 魂のバトル！！ <後編>?, Jōnouchi!! Tamashī no Batoru!! (kōhen)) - Battle 50. Il nemico millenario (prima parte): Il liceale misterioso (千年の敵１ -謎の転校生-?, Sennen no teki ichi: Nazo no tenkōsei) - Battle 51. Il nemico millenario (seconda parte): Monster World (千年の敵２ -モンスター・ワールド-?, Sennen no teki ni: Monsutā Wārudo) |                                     |                                |
| 6     | 11-12 | Trama Ryo Bakura, un fan dei giochi di ruolo da tavolo, è un nuovo studente trasferito che e fa presto amicizia con Yugi e il resto dei suoi amici. Tuttavia, Bakura ha un oscuro segreto, è anche il proprietario di una collana del millennio e di un anello del Millennio, e come Yugi, ha un'altra personalità che dimora dentro di lui chiamata Dark Bakura, che sta trasformando ogni gioco che fa in un gioco delle ombre e mettendo gli amici di Ryo in coma rubando le loro anime; causando a Ryo il costante trasferimento delle scuole e la perdita di amici. Temendo per la sicurezza dei suoi nuovi amici, insiste sul fatto che non dovrebbero giocare insieme. Nonostante la sua richiesta, Yugi e gli altri amici vengono a casa di Bakura per giocare il suo gioco preferito di Monster World per tirarlo su di morale. Desideroso di prendere il puzzle di Yugi, Bakura trasforma il gioco da tavolo in un gioco delle ombre, intrappolando le anime di Yugi e dei suoi amici nelle loro miniature di giochi di ruolo. Tuttavia, l'altro Yugi prende il corpo di Yugi all'ultimo secondo e la battaglia per liberare il loro nuovo amico e le loro anime iniziano mentre si avventurano nella campagna di Monster World. |                                     |                                |
| 7     | 13    | Yu-Gi-Oh! 13 「千年の敵」 - Sennen no teki – "Nemico millenario" | 4 marzo 1998 ISBN 4-08-872530-1     | 14 ottobre 2004                |
| 7     | 13    | Capitoli - Battle 52. Il nemico millenario (terza parte): Monster World (千年の敵３ -モンスター・ワールド-?, Sennen no teki san: Monsutā Wārudo) - Battle 53. Il nemico millenario (quarta parte): Nel ruolo della miniatura (千年の敵４ -役割の人形-?, Sennen no teki shi: Yakuwari no ningyō) - Battle 54. Il nemico millenario (quinta parte): Arrestare la sequenza dei punti critici (千年の敵５ -連続クリティカルを阻止せよ!-?, Chitose no teki go: Renzoku Kuritikaru wo soshi seyo!) - Battle 55. Il nemico millenario (sesta parte): La trappola del castello dello Zork (千年の敵６ -ゾーク城の罠-?, Sennen no teki roku: Zōku-jō no wana) - Battle 56. Il nemico millenario (settima parte): Voglio battermi anch'io! (千年の敵７ -僕も闘う!-?, Sennen no teki nana: Boku mo tatakau!) - Battle 57. Il nemico millenario (ottava parte): Battle! Battle! (千年の敵８ -バトル! バトル!!-?, Sennen no teki hachi: Batoru! Batoru!!) - Battle 58. Il nemico millenario (nona parte): Il mago bianco Bakura (千年の敵９ -白魔導士バクラ-?, Sennen no teki kyū: Shiro madōshi Bakura) - Battle 59. Il nemico millenario (decima parte): Il miracoloso lancio di dadi (千年の敵１０ -奇跡のダイス・ロール-?, Chitose no teki jū: Kiseki no Daisu Rōru) - Battle 60. La sfida (挑戦！！！?, Chōsen!!!) |                                     |                                |
| 7     | 13    | Trama Yugi e i suoi amici riescono a battere l'RPG e lo spirito dell'anello. Magic & Wizards è diventato popolare, ma Jonouchi non ha ancora migliorato le sue abilità. Yugi guarda il suo mazzo e gli dice che ha bisogno delle carte mostro di magia e trappola per avere un mazzo forte. Dopo la scuola, Yugi e co. ricevono un pacchetto contenente una videocassetta, un guanto e due chip stelle. La banda avvia il nastro e arriva con una sorpresa. Il creatore, Pegasus J. Crawford, sfida Yugi a un gioco di Magic & Wizards e Yugi accetta. L'altro Yugi prende il sopravvento da lì. |                                     |                                |
| 8     | 14    | Yu-Gi-Oh! 14 「決闘開始！！」 - Kettō kaishi!! – "Il duello ha inizio!!" | 1º maggio 1998 ISBN 4-08-872567-0   | 11 novembre 2004               |
| 8     | 14    | Capitoli - Battle 61. Non pescare quella carta! (そのカードを引くな！！?, Sono kādo wo hiku na!!) - Battle 62. Conto alla rovescia (カウントダウン！！?, Kauntodaun!!) - Battle 63. Non devo perdere! (負けられない！！?, Makerarenai!!) - Battle 64. Fatalità in mare (洋上の因縁！！?, Yōjō no innen!!) - Battle 65. Il duello ha inizio! (決闘開始！！?, Kettō kaishi!!) - Battle 66. La trappola (罠！！?, Wana!!) - Battle 67. Missione compiuta! (究極完全態！！?, Kyūkyoku kanzentai!!) - Battle 68. L'elettroshock demoniaco (魔の電撃?, Ma no dengeki) - Battle 69. Una sirena diabolica (魔性の女?, Mashō no on'na) |                                     |                                |
| 8     | 14    | Trama L'altro Yugi continua il suo match con Pegasus, ma viene sconfitto entro un limite di tempo. Pegasus prende l'anima di Sugoroku, e l'unico modo per riaverlo è battere Pegasus sulla sua isola privata, il Regno del Duellante. Jonouchi racconta alla banda della sua sorella cieca, Shizuka Kawai, e la ragione per cui anche lui sta entrando nel torneo: ottenere i soldi per pagare la chirurgia agli occhi. Anzu, Honda e Bakura riescono a salire a bordo con Yugi e Jonouchi, e incontrano sulla nave Mai Kujaku, Insector Haga e Dinosaur Ryuzaki. Sfortunatamente, Haga approfitta dell'ingenuità di Yugi per buttare le carte di Exodia in mare. Pegasus spiega le regole per il torneo. Yugi duella contro Haga, scommettendo sul suo single-chip e sulla sua vita, mentre Haga scommette su due delle sue fiches. Dopo alcuni turni, Mai si unisce alla banda per guardare. Dopo ancora più tempo, Yugi vince il duello e prende le stelle. Mai, che ha già vinto alcune stelle, sfida Jonouchi che disputa così il suo primo incontro ufficiale. |                                     |                                |
| 9     | 15    | Yu-Gi-Oh! 15 「伝説の竜！！」 - Densetsu no ryū!! – "Il drago leggendario!!" | 4 agosto 1998 ISBN 4-08-872591-3    | 10 dicembre 2004               |
| 9     | 15    | Capitoli - Battle 70. Ciò che non cambia (変わらぬもの?, Kawaranu mono) - Battle 71. Il terrore dei mari (海の恐怖?, Umi no kyōfu) - Battle 72. Il mare si scatena! (海が襲う?, Umi ga osou) - Battle 73. Il ladro?! (盗賊！！？?, Tōzoku!!?) - Battle 74. Il messaggero dell'Inferno (地獄よりの使者？?, Jigoku yori no shisha?) - Battle 75. La carta che mostra le zanne (牙をむくカード?, Kiba o muku Kādo) - Battle 76. Il drago leggendario (伝説の竜?, Densetsu no ryū) - Battle 77. Vincerò così (この手で勝つ！！?, Kono-te de katsu!!) - Battle 78. Perdere? Non se ne parla neanche! (負けるかっ！！?, Makeru katsu) |                                     |                                |
| 9     | 15    | Trama Mai mette in difficoltà Jonouchi: l'aiuto di Yugi, che gli permette di ritrovare fiducia, consente però all'amico di vincere lo scontro con un solo attacco. Dopo aver mangiato del pesce di cui non conoscevano il proprietario, Yugi e i suoi amici conoscono Kajiro Ryouta (terzo classificato al campionato regionale) che sfida il ragazzo. L'arena di gioco, situata sopra l'oceano, favorisce Mako il cui deck è costruito sulle creature marine; Yugi riesce però a prosciugare l'acqua, vincendo poi il duello con un'unica mossa. Mokuba ruba 5 stelle ad altri concorrenti e sfida Yugi; il giovane rivela che i soci di Seto, con l'aiuto di Pegasus, stanno tentando di ottenere la proprietà della Kaiba Corporation. Mokuba vuole eliminare Yugi dal torneo, per evitare che Pegasus lo batta: Jonouchi e gli altri lo convincono però a fidarsi di loro, per restituire le stelle ai duellanti. Il gruppo viene tuttavia fermato da una guardia, che rapisce Mokuba e getta in mare le stelle; Yugi lo sfida a battersi, ma l'uomo fa gareggiare Seto al suo posto. Il misterioso avversario afferma di essere Seto, accusando Yugi di averlo fatto morire. Intanto, il vero Seto - ripresosi dal coma in cui era caduto dopo la sconfitta con Yugi - sfugge alle guardie di Pegasus che volevano rapirlo: infiltratosi in un laboratorio segreto, cerca di monitorare l'andamento del duello. L'impostore si è comunque impossessato del suo deck, potendo disporre dei Draghi Bianchi Occhi Blu: Yugi, al contrario, non può più utilizzare Exodia (grazie al quale aveva vinto il primo duello con Kaiba). Yugi distrugge il primo Drago Bianco Occhi Blu combinando il Mago Nero con delle carte Magia, mentre il secondo è indebolito con un virus che Kaiba immette dal computer: il piano ha successo subito prima che l'impostore attacchi, permettendo a Yugi di salvarsi. Il ragazzo riesce infine a vincere il duello, scoprendo che l'avversario era la metà malvagia di Kaiba (sconfitta nel precedente duello e resuscitata dai poteri di Pegasus): i poteri del puzzle lo rispediscono nel regno delle ombre, mentre Yugi recupera il deck di Seto. Mokuba è intanto sparito, rapito dalle guardie. Dinosaur sfida Mai, la quale ha già conquistato diverse stelle. La donna lo convince a battere prima Jonouchi, promettendogli una sfida in caso di vittoria. Jonouchi accetta la sfida, a condizione che Yugi non gli dia alcun suggerimento pena la squalifica. Il deck di Dinosaur è imperniato su dinosauri e draghi, che Jonouchi riesce però a sconfiggere grazie allo Spadaccino di fuoco (tali mostri sono infatti deboli alle fiamme) e ad una carta donatagli da Honda. |                                     |                                |
| 10    | 16    | Yu-Gi-Oh! 16 「王国に嵐吹く！！」 - Ōkoku ni arashi fuku!! – "Una tempesta colpisce nel regno!!" | 2 ottobre 1998 ISBN 4-08-872616-2   | 13 gennaio 2005                |
| 10    | 16    | Capitoli - Battle 79. Ferma il tempo! (時を刻め！！?, Toki wo kizame!!) - Battle 80. Colui che arriva con la notte (夜とともに来た男?, Yoru to tomo ni kita otoko) - Battle 81. La carta invisibile (見えないカード！！?, Mienai Kādo!!) - Battle 82. Fulminare le tenebre (闇をぶっとばせ！！?, Yami wo buttobase!!) - Battle 83. Attacco di luce (光の追撃！！?, Hikari no tsuigeki!!) - Battle 84. Tempesta sul regno (王国に嵐吹く！！?, Ōkoku ni arashi fuku!!) - Battle 85. Il principe dei duellanti (決闘の貴公子?, Kettō no kikōshi) - Battle 86. La potenza della nuova arma (新武器の実力！！?, Arata buki no jitsuryoku!!) - Battle 87. Il temibile Pegasus (ペガサスの恐怖！！?, Pegasasu no kyōfu!!) |                                     |                                |
| 10    | 16    | Trama Dinosaur gioca il raro Drago Nero Occhi Rossi, mettendolo poi in palio per lo Stregone del tempo di Jonouchi: il duello viene però vinto da quest'ultimo, che aggiunge così un'importante carta al proprio mazzo nonché le stelle. Mai è stata sconfitta da Player Killer, un eliminatore ingaggiato da Pegasus che le ha sottratto le stelle. Yugi affronta Killer, ma l'arena di gioco - situata nell'oscurità - favorisce il suo avversario. Yugi sconfigge Killer, rendendo poi a Mai le stelle perse in combattimento. Seto atterra sull'isola e Yugi gli restituisce il deck, invitandolo a rimanere con loro: Kaiba rifiuta perché vuole cercare Pegasus e salvare Mokuba. La sua arroganza indispettisce Jonouchi, che lo sfida a duello ma viene sconfitto facilmente. In quest'occasione, i due combattono usando il Dueling Disk di Seto che - al pari delle arene - riproduce gli ologrammi dei mostri. Dopo lo scontro, Kaiba racconta di quando - tempo prima - era presente al campionato intercontinentale: Pegasus sconfisse Bandit Keith, un abile duellante, prevedendo le sue mosse e facendo competere un bambino al suo posto. Yugi collega il fatto con il suo duello contro il magnate, scoprendo che la capacità di leggere i pensieri altrui deriva dall'occhio magico. |                                     |                                |
| 11    | 17    | Yu-Gi-Oh! 17 「終わらない決闘」 - Owaranai kettō – "Duello senza fine" | 8 gennaio 1999 ISBN 4-08-872661-8   | 10 febbraio 2005               |
| 11    | 17    | Capitoli - Battle 88. Gli assalitori delle tenebre (暗闇の襲撃者?, Kurayami no shūgeki-sha) - Battle 89. Duello senza fine (終わらない決闘?, Owaranai kettō) - Battle 90. L'evocazione del cimitero (墓場からの呼び声?, Hakaba kara no yobigoe) - Battle 91. La fine dell'immortalità?! (滅びる不死！？?, Horobiru fushi!?) - Battle 92. Il labirinto infernale! (襲いくる迷宮！！?, Osoikuru meikyū!!) - Battle 93. Il labirinto dei pericoli (死闘！！迷宮の未知の罠！！?, Shitō!! Meikyū no michi no wana!!) - Battle 94. La magia del labirinto (迷宮の魔術！！?, Meikyū no majutsu!!) - Battle 95. La fortezza della paura (恐怖の洞窟?, Kyōfu no dōkutsu) - Battle 96. Il demone terrificante (魔神の恐怖！！?, Majin no kyōfu!!) |                                     |                                |
| 11    | 17    | Trama Kaiba raggiunge il Castello di Pegasus, ma gli viene rifiutato il permesso di vedere Pegasus senza 10 Stelle Chips. Mentre Yugi e Jonouchi si preparano per il loro secondo giorno del torneo, vengono spiati da Bandit Keith e dai suoi scagnozzi. Keith, che ha potenziato lo Zombie Deck di Ghost, gli consiglia di non giocare a Zombie nei primi turni, che inizialmente sembrano svantaggiosi, visto che i mostri di Jonouchi li superano. Jonouchi lotta contro il campo di mostri zombificati di Ghost Kozuka. Nel frattempo Yugi, Anzu, Honda e Bakura cercano disperatamente Jonouchi, ma prima che possano lasciare la metropolitana, Bandit Keith fa bloccare i suoi sicari nei tunnel, facendo rotolare un macigno di fronte all'ingresso. I gruppi cercano un'altra via d'uscita li porta dai fratelli Meikyû, che Yugi e Jonouchi sfidano a duello per ottenere punti nelle finali. I Fratelli Meikyû usano "Magical Labyrinth" per isolare Jonouchi da Yugi. |                                     |                                |
| 12    | 18    | Yu-Gi-Oh! 18 「苛酷な決闘」 - Kakokuna kettō – "Un duello duro" | 4 marzo 1999 ISBN 4-08-872687-1     | 17 marzo 2005                  |
| 12    | 18    | Capitoli - Battle 97. L'ultima carta (最後のカード！！?, Saigo no Kādo!!) - Battle 98. Quale scegliere?! (どっちだ！！?, Dotchida!!) - Battle 99. L'ultimo pezzo (最後のかけら?, Saigo no kakera) - Battle 100. Dueldisk, lo scontro decisivo (決戦！！決闘盤！！?, Kessen!! Kettō ban!!) - Battle 101. Alti e bassi (一進一退！！?, Isshin ittai!!) - Battle 102. Una partita serrata (つばぜり合い！！?, Tsuba zeriai!!) - Battle 103. Tieni duro! (持ちこたえろ！！?, Mochi kotaero!!) - Battle 104. Il vero pericolo! (真の危機！！?, Shin no kiki!!) - Battle 105. Un combattimento spietato (苛酷な決闘?, Kakokuna kettō) |                                     |                                |
| 12    | 18    | Trama L'altro Yugi e Jonouchi continuano il loro duello nel labirinto con i fratelli Meikyu. In accordo con le regole dei fratelli Meikyû, Yugi e Jonouchi devono scegliere la porta giusta per lasciare il labirinto. Kaiba prende in ostaggio il Croquet e chiede a Pegasus di restituirgli Mokuba. Inizia lo scontro tra Kaiba e l'altro Yugi, che si svolge in cima alla torre, con il dueling disk di Kaiba. Le fasi iniziali del combattimento portano i duellanti ad avere 1 500 punti ciascuno; Kaiba intende fondere i suoi Draghi Bianchi Occhi Blu per dar vita ad una creatura più potente. Seto utilizza la Polimerizzazione per fondere i tre Occhi Blu e creare il Drago Finale Occhi Blu, con un valore di attacco pari a 4 500 punti. Yugi, intanto, a causa di una trappola tesagli da Seto è costretto a giocare mostri che abbiano al massimo 1 500 punti d'attacco. Di fronte al mostro più potente dell'avversario, Yugi riesce a creare una difesa impenetrabile ed è a un passo dal vincere il duello. Seto minaccia di buttarsi dalla torre in caso di sconfitta: l'altro Yugi sta per sferrare l'attacco decisivo, ma Yugi lo ferma e Kaiba contrattacca vincendo la sfida. |                                     |                                |
| 13    | 19    | Yu-Gi-Oh! 19 「王者の恐怖！！」 - Ōja no kyōfu!! – "Paura del campione!!" | 30 aprile 1999 ISBN 4-08-872715-0   | 14 aprile 2005                 |
| 13    | 19    | Capitoli - Battle 106. Il coraggio dell'altro (もう一人の勇気?, Mō hitori no yūki) - Battle 107. Al castello! (城へ！！?, Shiro e!!) - Battle 108. L'inizio della paura (恐怖開始！！?, Kyōfu kaishi!!) - Battle 109. Il terrore del re (王者の恐怖！！?, Ōja no kyōfu!!) - Battle 110. I Toons all'attacco (トゥーンが襲う！！?, Toūn ga osou!!) - Battle 111. Una determinazione incrollabile (揺るがぬ決意！！?, Yuruganu ketsui!!) - Battle 112. La vigilia della finale (決戦前夜?, Kessen zenya) - Battle 113. La tormenta della notte (夜 渦まく！！?, Yoru uzumaku!!) - Battle 114. Una splendida danza (幻惑の舞！！?, Genwaku no mai!!) |                                     |                                |
| 13    | 19    | Trama Avendo perso contro Kaiba, Yugi cerca modo di lavorare con l'altro se, mentre Mai tenta di ripagare il suo debito. Yugi e Jonouchi entrano nel castello di Pegasus con Mai, dove trovano già dentro Bandit Keith. Kaiba si prepara a combattere Pegasus. Il magnate, grazie ai poteri dell'occhio magico, legge la mente di Kaiba e prevede le sue mosse. Messo sempre più in difficoltà, Kaiba finisce per perdere quando il suo deck viene contagiato (dalla stessa strategia adottata con Yugi) e non ha più carte da giocare. Avendo vinto l'incontro, Pegasus ruba l'anima del suo avversario. Yugi giura vendetta nei suoi confronti, ma dovrà prima vincere il torneo. Gli ultimi quattro duellanti si preparano e Mai e l'altro Yugi iniziano il loro duello. |                                     |                                |
| 14    | 20    | Yu-Gi-Oh! 20 「勝利への賭け！！」 - Shōri e no kake!! – "Scommesse per vincere!!" | 2 luglio 1999 ISBN 4-08-872733-9    | 12 maggio 2005                 |
| 14    | 20    | Capitoli - Battle 115. La trappola dietro la bellezza! (美しき罠！！?, Utsukushiki wana!!) - Battle 116. Ritrova te stesso! (自分を見つけろ！！?, Jibun wo mitsukero!!) - Battle 117. Una corsa contro il tempo (ギリギリを駆けろ！！?, Girigiri wo kakero!!) - Battle 118. Il cavaliere leggendario (伝説の剣闘士?, Densetsu no kentōshi) - Battle 119. Perché siamo amici! (仲間だから?, Nakama dakara) - Battle 120. Heavy Metal Raiders (鋼鉄の襲撃者?, Kōtetsu no shūgeki-sha) - Battle 121. Assediato dalle macchine! (迫りくる機械?, Semarikuru kikai) - Battle 122. Una scommessa per la vittoria! (勝利への賭け！！?, Shōri e no kake!!) - Battle 123. L'ultimo turno (最後のターン！！?, Saigo no tān!!) |                                     |                                |
| 14    | 20    | Trama La prima gara è tra Mai e Yugi, che ancora scosso dalla sfida con Kaiba del giorno precedente fatica a duellare al meglio. Pur avendo buone carte nel deck e strategie efficaci in mente, Yugi perde ben presto 1 700 Life Points. Yugi e l'altro se stesso riescono finalmente a conciliarsi, combattendo poi al massimo: Mai si arrende dopo che il ragazzo ha compiuto una potente mossa, permettendogli di accedere alla finale. Jonouchi deve affrontare Bandit, il quale gli ha rubato la carta per l'accesso. Mai dona al ragazzo la sua, così che possa affrontare l'ex campione. Il deck di Bandit è basato su mostri che riproducono robot e macchine, rendendoli invulnerabili alla magia. Nonostante gli imbrogli di Bandit, Jonouchi riesce a vincere il duello. L'ex campione minaccia Pegasus, ma viene costretto a spararsi in testa. La finale del torneo è tra Yugi e Jonouchi, che lottano al meglio delle proprie possibilità. L'incontro viene vinto da Yugi, ma questi regala a Jonouchi la carta del premio economico così da ottenere i soldi necessari a far curare la sorella. |                                     |                                |
| 15    | 21    | Yu-Gi-Oh! 21 「心の闘い！！」 - Kokoro no tatakai!! – "Battaglia mentale!!" | 4 ottobre 1999 ISBN 4-08-872772-X   | 11 giugno 2005                 |
| 15    | 21    | Capitoli - Battle 124. Il momento giusto (その時！！?, Sono toki!!) - Battle 125. Pegasus prevede tutto?! (読まれてる！？?, Yoma reteru!?) - Battle 126. Impossibile contrattaccare! (反撃不能！！?, Hangeki funō!!) - Battle 127. Sfida impossibile (不可能への挑戦！！?, Fukanō e no chōsen!!) - Battle 128. All'assalto del Toon World! (トゥーン・ワールド攻略！！?, Toūn Wārudo kōryaku!!) - Battle 129. Il momento del sacrificio (死への生け贄！?, Shi e no ikenie!) - Battle 130. Duello delle anime (心の闘い！！?, Kokoro no tatakai!!) - Battle 131. Un attacco astuto (混沌の一撃！！?, Konton no ichigeki!!) - Battle 132. L'occhio millenario della tristezza (悲しみの千年眼?, Kanashimi no sennen me) - Battle 133. Una pace preziosa (大切なピース?, Taisetsuna Pīsu) |                                     |                                |
| 15    | 21    | Trama Dopo aver sconfitto diversi avversari, Yugi raggiunge infine Pegasus. È giunto il momento del confronto finale del Regno del Duellante. Pegasus che inizia il duello in vantaggio, in quanto l'occhio del Millennio gli consente di leggere tutte le carte e le strategie di Yugi, rendendolo in grado di contrastare ogni mossa che fa. Pegasus affronta completamente Yugi usando la sua carta vincente: "Toon World". Quando Yugi sembra essere senza speranza, si presenta un modo per contrastare l'occhio del millennio: Yugi e il suo alter ego iniziano a scambiarsi costantemente le menti. Con Pegasus incapace di leggere le sue strategie, Yugi riesce a tornare e annienta i Toon Monsters di Pegasus. Yugi sembrava aver dominato il duello, ma Pegasus lo trasforma in un Gioco dell'Ombra, mettendo in pericolo il normale Yugi, mentre prende ancora una volta il comando con il suo "Rinunciato". Pegasus riesce a portare fuori il normale Yugi, e cerca di mettere l'altro Yugi nel suo "Sacrificio Combo" e il potere del suo occhio. Tuttavia, la connessione tra il cuore di Yugi e quello del suo amico permette a Yugi di trasformare i tavoli usando la carta che gli è rimasta dall'altra parte. Usando la carta che il suo altro sé gli ha lasciato, l'altro Yugi riesce finalmente a sconfiggere Pegasus. Il duello tra Yugi e Pegasus è finalmente finito. In seguito, Pegasus racconta a Yugi e ai suoi amici la sua tragica storia. |                                     |                                |
| 16    | 22    | Yu-Gi-Oh! 22 「D・D・D！！」 - Dī. Dī. Dī.!! – "D.D.D.!!" | 22 dicembre 1999 ISBN 4-08-872807-6 | 14 luglio 2005                 |
| 16    | 22    | Capitoli - Battle 134. Il nuovo gioco (新遊戯?, Arata yūgi) - Battle 135. La trappola tesa (仕組まれた罠?, Shikumimareta wana) - Battle 136. D.D.D.! (D・D・D！！?, Dī. Dī. Dī.!!) - Battle 137. La strada della penombra! (暗闇の道！！?, Kurayami no michi!!) - Battle 138. Scontro di domini! (ダンジョンクライシス！！?, Danjon Kuraishisu!!) - Battle 139. Raro VS. Raro! (レアＶＳレア?, Rea Bāsasu Rea!!) - Battle 140. Il legame è spezzato! (壊れた絆！！?, Kowareta kizuna!!) - Battle 141. Le forze che comunicano (呼び合う力?, Yobiau chikara) - Battle 142. Risolvere l'enigma del puzzle! (パズルを解け！！?, Pazaru wo hodoke!!) |                                     |                                |
| 16    | 22    | Trama Un nuovo negozio di giochi chiamato Black Clown si apre dall'altra parte della strada dalla casa di Yugi, il negozio di giochi Kame. Pubblicando un nuovo gioco chiamato "DDD", Yugi e i suoi amici decidono di provare il nuovo gioco nel loro tempo libero, ma all'insaputa di Yugi, Jonouchi, Anzu, Honda e Bakura, il proprietario del nuovo negozio è Mr. Clown che perse un gioco delle ombre chiamato Gioco del diavolo con Sugoroku molto tempo fa, perdendo la sua giovinezza e diventando sfigurato come punizione. Allevato suo figlio per diventare un grande giocatore per vendicarsi battendo il nipote di Sugoroku, il nuovo compagno di classe Ryuji Otogi inizia a causare guai a Yugi e ai suoi amici con i suoi giochi di scommesse mentre progetta di vendicarsi per suo padre usando un gioco della sua creazione, Draghi, Dadi e Dungeon per prendere il titolo di re del gioco cosi come il Puzzle del Millennio. |                                     |                                |
| 17    | 23    | Yu-Gi-Oh! 23 「失われしカード」 - Ushinawareshi Kādo – "Le carte perdute" | 3 marzo 2000 ISBN 4-08-872835-1     | 11 agosto 2005                 |
| 17    | 23    | Capitoli - Battle 143. Attacco a livello zero (攻撃力０の戦い！！?, Kōgeki ryoku Zero no tatakai!!) - Battle 144. Il senso della vendetta (復讐の行方?, Fukushū no yukue) - Battle 145. Legato da una catena (鎖の絆?, Kusari no kizuna) - Battle 146. La pietra della memoria (古の石版?, Inishie no sekiban) - Battle 147. La carta perduta (失われしカード?, Ushinawareshi Kādo) - Battle 148. Una carta demoniaca (鬼神のごときカード?, Kijin no gotoki Kādo) - Battle 149. Il luogo d'origine (自分の場所?, Jibun no basho) - Battle 150. Il luogo dell'aldilà (集いし者共?, Tsudoishi monodomo) - Battle 151. Cacciatori di rarità (レアハンター！！?, Rea Hantā!!) |                                     |                                |
| 17    | 23    | Trama Un giorno, Kaiba incontra Ishizu Ishtar, detentrice della collana del millennio, al museo e apprende che il gioco di Duel Monsters era basato su un gioco delle ombre giocato molto tempo prima da una dinastia egiziana governata da un Faraone senza nome che somigliava a Yugi, e che un'organizzazione di ladri ha derubato Ishizu di due delle tre carte divine che sono state create da Pegasus per essere i mostri più forti del gioco, basati sugli dei raffigurati sulla tavoletta di pietra. Ishizu dà a Kaiba il "Dio dell'obelisco" e lo manipola per aprire il torneo di Battle City per attirarli. Allo stesso tempo, l'altro Yugi apprende finalmente delle sue vere origini, che è lo spirito di un antico faraone egiziano intrappolato nel Millennium Puzzle per migliaia di anni, e che la chiave per riconquistare la sua memoria perduta è combattere nel torneo. Tuttavia, il proprietario della barra del millennio, che è il capo dei Ghoul, vuole vendicarsi del re senza nome e progetta di ucciderlo. |                                     |                                |
| 18    | 24    | Yu-Gi-Oh! 24 「千年の闘い！！」 - Sennen no tatakai!! – "Battaglia millenaria!!" | 28 aprile 2000 ISBN 4-08-872860-2   | 13 ottobre 2005                |
| 18    | 24    | Capitoli - Battle 152. Avanti per Battle City! (ＢＣを駆かけろ！！?, Bī shī wo kakero!!) - Battle 153. Non lo perdono! (奴を許すな！！?, Yatsu wo yurusu na!!) - Battle 154. Crolla il gioco delle carte?! (崩れゆくデッキ！？?, Kuzureyuku Dekki!?) - Battle 155. Un duello millenario! (千年の闘い！！?, Sennen no tatakai!!) - Battle 156. Il potere soprannaturale! (超能力を撃て！！?, Chōnōryoku wo ute!) - Battle 157. Il gioco truccato è distrutto! (サイコデッキ猛攻！！?, Saiko Dekki mōkō!!) - Battle 158. Una scommessa audace! (勇気ある賭け！！?, Yūkiaru kake!!) - Battle 159. Guarda la divinità! (神を見よ！！?, Kami wo miyo!!) - Battle 160. Marik entra in azione! (マリク動く！！?, Mariku ugoku!!) |                                     |                                |
| 18    | 24    | Trama Kaiba annuncia ufficialmente il torneo, che si svolgerà nella Città dei Duelli con nuove regole: ad ogni partecipante sono consegnate una carta di localizzazione, che dovrà cedere in caso di sconfitta, e una nuova versione del dueling disk. Il perdente di ciascun duello dovrà anche consegnare all'avversario la sua carta più rara. Infine, i giocatori che avranno raccolto 6 carte di localizzazione otterranno l'indizio per raggiungere la sede delle finali (alla quale sono ammessi 8 duellanti). Yugi e Jonouchi corrono ad iscriversi: il primo è subito accettato, mentre il secondo ha un livello troppo basso. Notando che nel suo deck è presente il Drago Nero Occhi Rossi, l'impiegato finge un malfunzionamento del sistema e modifica il livello di Jonouchi così che possa partecipare al torneo; subito dopo l'uomo informa i Rare Hunter, della scoperta. Jonouchi si separa dai suoi amici per andare in ospedale dalla sorella, che la mattina successiva subirà l'intervento agli occhi. Durante il tragitto, viene però fermato dai Rare Hunters e costretto a lottare secondo il regolamento: il duello sembra facile, ma l'avversario evoca - a sorpresa - Exodia grazie al quale vince lo scontro. I Rare Hunters aggrediscono Jonouchi e gli sottraggono il Drago Nero con la forza. Il torneo ha inizio e vi partecipano, tra gli altri, Mai, Dinosaur, Insector e Makò. Yugi sfida i Rare Hunter per riconquistare "Drago nero occhi rossi" e restituirlo a Jonouchi. |                                     |                                |
| 19    | 25    | Yu-Gi-Oh! 25 「魔術戦！！」 - Majutsu sen!! – "Battaglia magica!!" | 4 luglio 2000 ISBN 4-08-872884-X    | 19 dicembre 2005               |
| 19    | 25    | Capitoli - Battle 161. Duello oltre i limiti (極限決闘！！?, Kyokugen kettō!!) - Battle 162. Una battaglia magica (魔術戦！！?, Majutsu sen!!) - Battle 163. La trappola della croce (十字の罠！！?, Jūji no wana!!) - Battle 164. L'anima resuscitata (よみがえる魂！！?, Yomigaeru tamashī!!) - Battle 165. La memoria della pietra tombale (石版の記憶?, Sekiban no kioku) - Battle 166. L'occhio che vede nel futuro (未来を見る眼?, Mirai wo miru me) - Battle 167. Posseduto (とりつかれる！！?, Toritsukareru!!) - Battle 168. Insetto! Insetto! Insetto! (虫！！虫！！虫！！?, Mushi!! Mushi!! Mushi!!) - Battle 169. Circondato (包囲網！！?, Hōi mō!!) |                                     |                                |
| 19    | 25    | Trama Un pagliaccio convince Yugi ad entrare in una tenda da circo, dove riferisce che il suo padrone lo sta aspettando. All'interno Yugi finisce in una botola che lo conduce ad un'arena, dove affronta Pandora: questi ha nel suo deck un Mago Nero (diverso, come aspetto, da quello di Yugi) e rivela di lavorare per Marik. Entrambi i duellanti rischiano, in caso di sconfitta, di vedere le proprie gambe segate da una lama circolare. Pandora rivela che, prima di conoscere Marik, era un noto illusionista ma quando un trucco di evasione andò storto rimase sfigurato; in stato di rabbia, allontanò la sua fidanzata. Marik gli ha proposto di riaverla indietro sconfiggendo Yugi. Yugi riesce a vincere lo scontro grazie alla Giovane Maga Nera. Jonouchi si batte con Insector che, tramite una spia, è riuscito ad infilare una carta Insetto nel suo deck per contaminarlo. Il parassita infetta i mostri di Jonouchi e dà vantaggio all'avversario, mettendo alle strette il ragazzo, che riesce a ribaltare le sorti del duello e vincere, ottenendo altre due carte di localizzazione e un nuovo mostro: Regina degli Insetti. |                                     |                                |
| 20    | 26    | Yu-Gi-Oh! 26 「迫りくる神！！」 - Shirikuru kami!! – "Il dio che si avvicina!!" | 4 settembre 2000 ISBN 4-08-873008-9 | 16 febbraio 2006               |
| 20    | 26    | Capitoli - Battle 170. Quando un dio passa all'attacco (迫りくる神！！?, Semarikuru kami!!) - Battle 171. Uno scontro millenario (千年の対決！！?, Sennen no taiketsu!!) - Battle 172. Evocazione di un incubo (悪夢召喚?, Akumu shōkan) - Battle 173. Una combo disperata (絶望のコンボ！！?, Zetsubō no Konbo!!) - Battle 174. La combo del dio (神のコンボ！！?, Kami no Konbo!!) - Battle 175. Le capacità di un duellante (決闘者の可能性?, Kettomono no kanōsei) - Battle 176. Il dio decaduto (神堕つ！？?, Kami tatsu?!) - Battle 177. Il nemico da abbattere (その敵を撃て！！?, Sono teki wo ute!!) - Battle 178. A ciascuno il suo duello (それぞれの決闘！！?, Sorezore no kettō!!) |                                     |                                |
| 20    | 26    | Trama Yugi viene sfidato da uno scagnozzo di Marik, un mimo, che ha nel suo deck un'altra carta delle divinità egizie: Osiris, Drago del cielo. Lo scontro prosegue, con il servo di Marik che riesce a chiamare sul campo la carta delle divinità. Yugi riesce a creare una difesa contro il mostro, usando una carta il cui effetto obbliga l'avversario a pescare una carta ad ogni turno: il nemico finisce per rimanere senza carte, dando la vittoria a Yugi che ottiene il mostro raro. |                                     |                                |
| 21    | 27    | Yu-Gi-Oh! 27 「本当の結束！！」 - Hontō no kessoku!! – "Vero lavoro di squadra!!" | 2 novembre 2000 ISBN 4-08-873035-6  | 13 aprile 2006                 |
| 21    | 27    | Capitoli - Battle 179. Avanti! (全力で行け！！?, Zenryoku de ike!!) - Battle 180. Il ritorno del terrore dei mari! (海の恐怖再び！！?, Umi no kyōfu futatabi!!) - Battle 181. L'offensiva sul mare! (海攻略！！?, Umi kōryaku!!) - Battle 182. Scommettere sul soldato! (戦士に賭けよ！?, Senshi ni kakeyo!) - Battle 183. La causa del duello (決闘の理由?, Kettō no riyū) - Battle 184. Un luogo da duello fatale! (死の決闘場！！?, Shi no kettō ba!!) - Battle 185. Dio, risorgi! (神よ よみがえれ！！?, Kami yo yomigaere!!) - Battle 186. Il mostro dell'unione! (結束の怪物！！?, Kessoku no kaibutsu!!) - Battle 187. La vera unione! (本当の結束！！?, Hontō no kessoku!!) |                                     |                                |
| 21    | 27    | Trama Vicino ad un acquario in cui esibiscono balene ed altri animali marini, Jonouchi affronta Kajiki. Anche questi ha, a sua volta, 4 carte di localizzazione: il vincitore del duello accederà così alla fase finale. Jonouchi vince l'incontro, ottenendo la carta del Pescatore leggendario e qualificandosi per le finali del torneo. Yugi e Kaiba devono affrontare, in una sfida due contro due, Lumis e Umbra; nel frattempo Jonouchi e Anzu vengono fatti rapire da Marik, che plagia le loro menti. Il doppio duello va avanti, mentre gli amici di Yugi sono ancora prigionieri di Marik. Nel corso dell'incontro, un'osservazione di Kaiba causa un alterco tra Lumis e Umbra che cominciano a litigare tra loro. Usando la carta del dio dell'obelisco, Kaiba vince lo scontro: mentre Mokuba (che era stato rapito insieme a Jonouchi e Anzu) riesce a scappare |                                     |                                |
| 22    | 28    | Yu-Gi-Oh! 28 「もう１人の決意」 - Mō ichi-ri no ketsui – "La determinazione dell'altro" | 22 dicembre 2000 ISBN 4-08-873060-7 | 15 giugno 2006                 |
| 22    | 28    | Capitoli - Battle 188. L'unione delle forze (力 結合！！?, Chikara ketsugō!!) - Battle 189. L'ultima evocazione (最強召喚！！?, Saikyō shōkan!!) - Battle 190. Il luogo dell'appuntamento (約束の場所！！?, Yakusoku no basho!!) - Battle 191. Sul luogo del destino (運命の場所?, Unmei no basho) - Battle 192. Un duello desiderato (望まざる対決！！?, Nozomazaru taiketsu!!) - Battle 193. Un colpo dritto al cuore (心への砲撃！！?, Kokoro e no hōgeki!!) - Battle 194. La carta dell'orgoglio (誇りのカード?, Hokori no Kādo) - Battle 195. La decisione dell'"altro Yugi" (もう１人の決意?, Mō ichi-ri no ketsui) - Battle 196. Un pezzo di grande importanza (一片の重み?, Ippen no omomi) |                                     |                                |
| 22    | 28    | Trama Yugi trova Jonouchi che, sotto il controllo di Marik, sfida il suo amico vicino al mare; al termine dello scontro, il perdente verrà trascinato in acqua da un'ancora. Se allo scadere del tempo nessuno dei due avrà vinto, le ancore trascineranno entrambi. Anzu, tornata cosciente, rischia a sua volta la vita. Marik costringe Yugi a non usare Osiris, mentre il suo servo Rishid ha ottenuto 12 carte di localizzazione qualificandoli per le finali. Il deck di Jonouchi è composto da carte potenti che gli ha dato Marik, ma quando Yugi gli mostra il Drago Nero Occhi Rossi il ragazzo sembra recuperare la memoria e spezzare il controllo di Marik. |                                     |                                |
| 23    | 29    | Yu-Gi-Oh! 29 「友情に向けて撃て！！」 - Yūjō ni mukete ute!! – "Amicizia ardente!!" | 4 aprile 2001 ISBN 4-08-873099-2    | 12 ottobre 2006                |
| 23    | 29    | Capitoli - Battle 197. La carta che sigilla il destino (生死の一枚！?, Seishi no hitohira!) - Battle 198. Fuoco sull'amicizia! (友情に向けて撃て！！?, Yūjō ni mukete ute!!) - Battle 199. Il nostro tesoro comune (ボク達の宝?, Boku-tachi no takara) - Battle 200. Il coraggio di aprire gli occhi (見ることの勇気?, Mirukoto no yūki) - Battle 201. I combattenti della finale (決戦の闘士達！！?, Kessen no tōshi-tachi!!) - Battle 202. I combattenti nell'arena (闘技場の者たち?, Tōgi-ba no mono-tachi) - Battle 203. Il primo avversario (１回目の敵！！?, Ichi-Kai menokataki!!) - Battle 204. Colui che si nasconde (潜む者！！?, Hisomu mono!!) - Battle 205. Un'anima piena di rancore (怨念の魂！！?, Onnen no tamashī!!) |                                     |                                |
| 23    | 29    | Trama Lo scontro termina con la vittoria di Jonouchi che, ritrovata la memoria, salva Yugi rischiando però di affogare a sua volta; a salvarlo interviene Shizuka e il gruppo si ricompone in vista delle finali. Alle finali, che si svolgono su un dirigibile e mantengono le regole del torneo, partecipano otto concorrenti: Yugi, Jonouchi, Seto, Mai, Bakura, Marik (sotto le false spoglia di Namu), Rishid (che si presenta come Marik) e Ishizu (la quale si è mascherata per non venire riconosciuta). Per guadagnare la fiducia di Yugi e dei suoi amici (anch'essi saliti sul dirigibile), Marik rivela di aver aiutato Bakura mentre questi era ferito: il ragazzo non ricorda però come si è procurato la ferita. Ad ogni concorrente è attribuito un numero e i duellanti di ciascun quarto vengono estratti casualmente: la prima sfida è tra Yugi e Bakura, che si scopre essere nuovamente sotto l'influsso dello spirito malvagio. Lo scontro ha inizio e, ben presto, Yugi si trova in vantaggio: Bakura aveva però previsto la situazione e la volge a suo favore. |                                     |                                |
| 24    | 30    | Yu-Gi-Oh! 30 「１ターンの死闘！！」 - Ichi tān no shitō!! – "1-turno Deathmatch!!" | 4 giugno 2001 ISBN 4-08-873123-9    | 18 gennaio 2007                |
| 24    | 30    | Capitoli - Battle 206. Un duellante d'acciaio temprato (折れない闘志！！?, Orenai tōshi!!) - Battle 207. Il turno fatale (１ターンの死闘！！?, Ichi tān no shitō!!) - Battle 208. Pescare la carta giusta?! (撃てるのか！？?, Uteru no ka!?) - Battle 209. Per non spezzare il legame (絆のために！！?, Kizuna no tame ni!!) - Battle 210. La trappola del santuario (神殿の罠！！?, Shinden no wana!!) - Battle 211. L'universo fatale della trappola (死の罠世界！！?, Shi no wana sekai!!) - Battle 212. Colui che rispetta il duello (決闘を継ぐ者?, Kettō wo tsugu mono) - Battle 213. Una carta sorprendente (意外なる一枚?, Igai naru hitohira) - Battle 214. Vendetta di famiglia (復讐の一族！！?, Fukushū no ichizoku!!) |                                     |                                |
| 24    | 30    | Trama Bakura gioca una carta che, al termine di ogni turno, fa apparire una lettera sul campo: quando le 5 lettere saranno apparse, vincerà automaticamente. Yugi ferma l'avversario prima che completi la parola e lo sconfigge grazie a Osiris. Il vero Bakura finisce in una sorta di coma, ma l'anello malvagio ricompare addosso ad Anzu (ancora posseduta da Marik). Il secondo quarto di finale vede Jonouchi affrontare Rishid, che tutti credono Marik. Il suo deck è incentrato sulle carte trappola, che riducono notevolmente i Life Points di Jonouchi. Un solo attacco riduce a 200 i punti di Jonouchi, mentre il suo avversario non ne ha perso alcuno; evocando Jinzo, il ragazzo riesce però a neutralizzare le trappole. Attaccando direttamente il suo avversario, Jonouchi gli sottrae 1 600 punti. Jonouchi mette in campo anche le carte vinte a Insector e Mako, ma un nuovo mostro evocato da Rishid le distrugge insieme a Jinzo. Il nemico è in procinto di sferrare l'attacco decisivo, ma tutti hanno cominciato ad avere sospetti sulla sua identità: per fugare ogni dubbio, Marik lo convince ad usare la carta delle divinità che Rishid ritiene però troppo pericolosa. |                                     |                                |
| 25    | 31    | Yu-Gi-Oh! 31 「折れない決闘者」 - Orenai kettō-sha – "Il duellante indistruttibile" | 4 settembre 2001 ISBN 4-08-873157-3 | 14 giugno 2007                 |
| 25    | 31    | Capitoli - Battle 215. Prova di famiglia (一族の証！！?, Ichizoku no akashi!!) - Battle 216. La sentenza del dio (神の裁き！！?, Kami no sabaki!!) - Battle 217. Il risveglio delle tenebre (闇の目覚め！！?, Yami no mezame!!) - Battle 218. Un solo duellante (決闘者一人?, Kettō-sha hitori) - Battle 219. Un duello molto cupo (漆黒のゲーム！！?, Shikkoku no Gēmu!!) - Battle 220. Un duellante inflessibile (折れない決闘者?, Orenai kettō-sha) - Battle 221. Fate entrare il dio! (神を降ろせ！！?, Kami wo orose!!) - Battle 222. Il risveglio del dio (神の目覚め！！?, Kami no mezame!!) - Battle 223. Le profondità delle tenebre (闇の深み！！?, Yami no fukami!!) |                                     |                                |
| 25    | 31    | Trama Il drago viene evocato ma, trattandosi di una copia, ciò provoca l'ira della creatura reale (inserita nel deck di Marik): una tempesta si abbatte sul dirigibile, con Jonouchi e Rishid che svengono dopo essere stati colpiti dai fulmini. Jonouchi si rialza prima del suo avversario e viene proclamato vincitore, ma Rishid si riprende e svela chi sia il vero Marik. Mai affronta così il duello con Marik da sola, senza voler ascoltare i consigli degli altri. Ben presto, Marik trasforma il duello in un gioco delle ombre: ogni mostro distrutto farà scomparire, dalla mente di Mai, il ricordo di una persona. Il senso di solitudine mette a dura prova la ragazza, sconvolta anche dal suo passato, fin quando Jonouchi non le rivela che nel sogno era presente anche lei. Mai si riprende e continua il duello, sottraendo anche a Marik il Drago Alato di Ra. Non sapendo però tradurre il testo antico, la carta non può essere utilizzata e Marik ne riguadagna il possesso vincendo il duello. |                                     |                                |
| 26    | 32    | Yu-Gi-Oh! 32 「「神」が選びし者」 - "Kami" ga erabi shisha – "Quello scelto da "dio"" | 2 novembre 2001 ISBN 4-08-873182-4  | 13 settembre 2007              |
| 26    | 32    | Capitoli - Battle 224. L'inizio del "futuro" (「未来」の始まり！！?, "Mirai" no hajimari!!) - Battle 225. Il duello di Kaiba! (海馬開戦！！?, Kaiba kaisen!!) - Battle 226. Colui che il dio ha scelto (「神」が選びし者?, "Kami" ga erabi shisha) - Battle 227. Nelle profondità della tomba (昏き墓穴?, Kuraki boketsu) - Battle 228. Il dio gigante battuto!? (巨神壊滅！？?, Kyoshin kaimetsu!?) - Battle 229. Un ricordo scioccante! (蒼い記憶！！?, Aoi kioku!!) - Battle 230. Annientare il futuro (未来撃破?, Mirai gekiha) - Battle 231. L'ignominia del passato (過去の闇?, Kako no yami) - Battle 232. I tormenti del clan Ishtar! (一族の闇！！?, Ichizoku no yami!!) |                                     |                                |
| 26    | 32    | Trama Avendo sconfitto Mai, Marik la sottopone a un gioco di punizione. Poi inizia l'ultimo duello delle semifinali tra Kaiba e l'ottavo duellante, rivelato come Ishizu, la sorella di Marik. Kaiba progetta di spazzare via il deck di Ishizu come ha fatto contro Yugi, ma Ishizu rimane fiduciosa che la sua vittoria è assicurata. Kaiba ha intenzione di spazzare via il mazzo di Ishizu, ma Ishizu non solo predice la strategia, ma prevede che Kaiba morirà per mano del suo Dio. Kaiba spazza via la maggior parte del mazzo di Ishizu, solo per Ishizu per rovesciare completamente i tavoli. Ishizu ha trasformato la strategia di distruzione del deck di Kaiba contro di lui, risultando nel suo deck contenente solo sei carte. Incoraggiato da Yugi, Kaiba combatte, credendo che la sua unica speranza di vincere sia evocare "Il Dio dell'Obelisco". Come previsto da Ishizu, Kaiba evoca "Il Dio dell'Obelisco". Anche così, è un semplice passo indietro rispetto alla sconfitta totale, quando la barra del millennio si attiva. Kaiba sacrifica "Il dio dell'Obelisco" in favore del suo "Drago bianco dagli occhi blu" e sconfigge Ishizu, cambiando il futuro che ha visto con la collana del millennio. Nel frattempo Ishizu rivela a Yugi e ai suoi amici il motivo per cui Marik li odia così. Dopo che lei e Marik hanno incontrato Shadi in superficie, che hanno avvertito della tragedia che presto colpirebbe il loro clan, sono tornati a casa per trovare il padre che torturava brutalmente Rishid. Con la caduta di Rishid, il Marik oscuro è emerso per la prima volta. |                                     |                                |
| 27    | 33    | Yu-Gi-Oh! 33 「決戦の陽は昇る！！」 - Kessen no hihanoboru!! – "Battaglia del Sole!!" | 4 marzo 2002 ISBN 4-08-873231-6     | 13 dicembre 2007               |
| 27    | 33    | Capitoli - Battle 233. Il duello delle tenebre! (闇の闘争！！?, Yami no tōsō!!) - Battle 234. Le tenebre contro le tenebre! (闇VS闇！！?, Yami tai yami!!) - Battle 235. Il crollo delle tenebre! (崩れゆく闇！！?, Kuzure yuku yami!!) - Battle 236. Ed ecco il dio dell'oscurità! (暗黒の神生誕！！?, Ankoku no kami seitan!!) - Battle 237. La vigilia di un duello mortale! (死闘前夜！！?, Shitō zenya!!) - Battle 238. Si alza il sipario sulla finale (決戦の陽は昇る！！?, Kessen no hihanoboru!!) - Battle 239. L'incrocio delle anime (クロスする魂！！?, Kurosu suru tamashī!!) - Battle 240. All'attacco! (迫撃！！追撃！！?, Hakugeki!! Tsuigeki!!) - Battle 241. Osserva bene il tuo bersaglio (標的を見据えよ！！?, Hyōteki wo misueyo!!) |                                     |                                |
| 27    | 33    | Trama Mentre cala la notte, Ishizu dà la sua collana a Yugi. Nel frattempo, Marik ritorna per uccidere Rishid, ma viene contrastato da Dark Bakura e dall'originale Marik, che aveva inizialmente impiantato parte di se stesso a Bakura quando si allearono inizialmente. Partendo uniformemente in termini di potere, iniziano un gioco ombra. Marik affronta Bakura in un gioco delle ombre in cui il perdente verrà ucciso. Bakura è diffidente nei confronti del drago di Ra, ma Marik ha un piano per combatterlo, giurando di correggere i torti commessi uccidendo entrambe le metà di se stesso. Marik affronta Bakura in un gioco delle ombre in cui il perdente sarà divorato dall'oscurità mentre perdono punti vita. Marik è messo in svantaggio mentre cerca di pescare la sua carta divina, nonostante Bakura abbia perso la maggior parte dei suoi Life Points. Mentre Kaiba decifra il secondo potere di Ra, Marik mostra l'orribile "One-Turn Kill" in questione contro Bakura. Con Bakura divorato dall'oscurità, Marik si rivolge a Ishizu per chiederle aiuto. Nel frattempo, sia Kaiba che Yugi riaffermano il loro desiderio di vincere. L'aeronave arriva ad Alcatraz, dove si trova la Duel Tower per ospitare le semifinali e le finali. Piuttosto che usare una lotteria per decidere i semi-finali, i match-up saranno decisi da un duello a quattro. Kaiba schernisce Yugi e Jonouchi, mentre spera di affrontare Yugi in semifinale per aumentare la propria rivalità e ottenere un vantaggio contro Marik. Jonouchi, nel frattempo, è combattuto tra mantenere la sua promessa a Yugi e salvare Mai. Kaiba continua a manipolare il duello, tentando di costringere Marik e Jonouchi ad affrontarsi. |                                     |                                |
| 28    | 34    | Yu-Gi-Oh! 34 「未来への光！！」 - Mirai e no hikari!! – "Una luce per il futuro!!" | 1º maggio 2002 ISBN 4-08-873257-X   | 13 marzo 2008                  |
| 28    | 34    | Capitoli - Battle 242. I veri duellanti (真の決闘者?, Shin no Dyuerisuto) - Battle 243. L'ultimo livello (最終ステージへ！！?, Saishū Sutēji e!!) - Battle 244. La poesia dell'inferno (地獄の詩?, Jigoku no uta) - Battle 245. La discesa verso le tenebre? (死の闇に堕つ！？?, Shi no yami ni datsu!?) - Battle 246. La gabbia incandescente (灼熱の檻！！?, Shakunetsu no ori!!) - Battle 247. Il lampo che elude l'avversità (逆境を貫く稲妻！！?, Gyakkyō wo tsuranuku inazuma!!) - Battle 248. Il terzo potere del dio (神 第３の能力！！?, Kami dai san no nōryoku!!) - Battle 249. La parata dell'uccello immortale (不死鳥 舞う！！?, Fushichō mau!!) - Battle 250. Una luce verso il futuro (未来への光！！?, Mirai e no hikari!!) |                                     |                                |
| 28    | 34    | Trama Con un'astuta mossa, Jonouchi azzera i punti di Malik e lo elimina dalla sfida; il ragazzo viene poi colpito da Seto, che lo estromette. La prima semifinale sarà quindi tra Jonouchi e Malik, con Yugi e Kaiba che si sfideranno invece nell'altro incontro. Lo scontro di Jonouchi con Malik ha inizio, ma il nemico trasforma subito la sfida in un "gioco delle ombre" collegando i mostri ai duellanti. Jonouchi viene messo in difficoltà, ma riesce a resistere e contrattaccare impressionando l'avversario. Deciso a concludere la partita, Marik evoca il "Drago Alato di Ra" con cui aveva già sconfitto Mai. Jonouchi rimane in piedi anche dopo l'attacco di Ra (che non aveva punti di attacco) e si prepara a colpire, con la mossa che varrebbe la vittoria: appena prima di dichiarare l'attacco, il ragazzo cade però a terra. Marik viene proclamato vincitore. |                                     |                                |
| 29    | 35    | Yu-Gi-Oh! 35 「神VS神！！」 - Kami tai kami!! – "Osiris contro Obelisk!!" | 2 agosto 2002 ISBN 4-08-873297-9    | 7 agosto 2008                  |
| 29    | 35    | Capitoli - Battle 251. Un grido di guerra che squarcia il cielo (空を裂く鬨の声！！?, Sora wo saku toki no koe!!) - Battle 252. Duel, l'arena aerea (天空決闘闘戯場！！?, Tenkū kettō togi-ba!!) - Battle 253. Dio sul palmo della mano (神を手に！！?, Kami wo te ni!!) - Battle 254. Il piano segreto per evocare il dio (神を呼ぶ秘策！！?, Kami wo yobu hisaku!!) - Battle 255. L'obelisco al contrattacco (迎撃！！オベリスク！！?, Geigeki!! Oberisuku!!) - Battle 256. Dio VS dio (神VS神！！?, Oshirisu Bāsasu Oberisuku!!) - Battle 257. Il marchio del destino (宿命の記憶！！?, Shukumei no kioku!!) - Battle 258. Il servitore che supera dio (神を超えたしもべ！！?, Kami wo koeta shimo be!!) - Battle 259. Trasparente come il vetro (ガラスのデッキ！！?, Garasu no Dekki!!) |                                     |                                |
| 29    | 35    | Trama Yugi e Kaiba si preparano a duellare in un'arena che riproduce il Colosseo. Nell'ultimo scontro tra le loro Divinità Egizie, che si stanno distruggendo a vicenda, gli avversari vengono investiti da una luce abbagliante, mentre il Millennium Puzzle e la Millennium Rod di Malik, spettatore, reagiscono; gli oggetti del Millennio permettono a Seto e all'altro Yugi di avere una visione: i ragazzi vengono trasportati nell'antico Egitto, devastato dalle tenebre, provenienti dal palazzo del Faraone, il quale, sfidato, si accinge a combattere contro lo stregone malvagio rappresentato anche nella tavola che Kaiba vide durante la mostra egizia, al museo. Nessuno sa come lo scontro terminò. Yugi riesce a sconfiggere Kaiba, ottenendo "Obelisco del tiranno" e l'accesso alla finale contro Marik. |                                     |                                |
| 30    | 36    | Yu-Gi-Oh! 36 「不死なる神！！」 - Fushinaru kami!! – "L'immortale Ra!!" | 4 ottobre 2002 ISBN 4-08-873330-4   | 13 novembre 2008               |
| 30    | 36    | Capitoli - Battle 260. Un'anima ardente (真紅き魂！！?, Shinkuki tamashī!!) - Battle 261. Al di là dell'odio (憎しみの先へ！！?, Nikushimi no saki e!!) - Battle 262. Insieme! (友として！！?, Tomo to shite!!) - Battle 263. Il mostro che ci separa (勝敗を分かつ魔物?, Shōhai wo wakatsu mamono) - Battle 264. La carta aggiunta (たくされる一枚?, Takusareru hitohira) - Battle 265. Una finale al vertice (頂上決戦！！?, Chōjō kessen!!) - Battle 266. Una trappola rapida (速攻に潜む罠！！?, Sokkō ni hisomu wana!!) - Battle 267. Lo scontro! Osiris vs Râ! (激突！！天空竜VS太陽神！！?, Gekitotsu!! Oshirisu Bāsasu Rā!!) - Battle 268. L'immortale Râ (不死なる神！！?, Fushinaru Rā!!) |                                     |                                |
| 30    | 36    | Trama Yugi e Malik iniziano il loro duello finale di Battle City. Marik inizia un gioco delle ombre, in cui è in gioco la vita dell'altro personaggio di ogni duellante. Malik complotta per convocare "il drago alato di Ra" dal Cimitero ottenendo "Monster Reborn". Yugi inizia il suo piano di evocazione di una carta divina prima di Marik. L'altro Yugi evoca Osiris, ma Marik usa una carta a faccia in giù, capace di evocare Ra dal Cimitero. L'altro Yugi e Marik continuano il loro duello. Dopo aver bruciato Osiris, Ra ritorna al Cimitero. |                                     |                                |
| 31    | 37    | Yu-Gi-Oh! 37 「それぞれの旅立ち！！」 - Sorezore no tabidachi!! – "Tutti partono!!" | 4 dicembre 2002 ISBN 4-08-873347-9  | 8 marzo 2009                   |
| 31    | 37    | Capitoli - Battle 269. La carta del destino (運命の一枚！！?, Unmei no hitohira!!) - Battle 270. Il santuario dei demoni (悪魔の聖域！！?, Debiruzu Sankuchuari!!) - Battle 271. Il muro dell'immortalità (不死なる壁！！?, Fushi naru kabe!!) - Battle 272. L'impossibile conquista (攻略不能！？?, Kōryaku funō!?) - Battle 273. La spada di dio, lo scudo di dio (神の剣、神の盾！！?, Kami no ken, kami no tate) - Battle 274. Un attacco a sorpresa delle tenebre (闇からの奇襲！！?, Yami kara no kishū!!) - Battle 275. L'ultimo punto vita (１ポイントの命！！?, Ichi Pointo no inochi!!) - Battle 276. La luce della vita per le tenebre (生なる闇に光を！！?, Namanaru yami ni hikari wo!!) - Battle 277. L'esplosione dell'alcatraz (人工島爆破！！?, Arukatorazu bakuha!!) - Battle 278. A ciascuno il suo viaggio (それぞれの旅立ち！！?, Sorezore no tabidachi!!) |                                     |                                |
| 31    | 37    | Trama L'altro Yugi si prepara a pescare quella che potrebbe essere la sua ultima carta, sperando che sia la carta assegnatagli da Kaiba. Senza nemmeno guardarlo, lui imposta la carta, riponendo le sue speranze. In risposta, Malik richiama Ra e svela il suo secondo potere. Anche se Malik si fonde con Ra, Yugi continua a combattere, attivando la carta che gli aveva dato Seto senza vedere. L'altro Yugi evoca "Il dio dell'obelisco" e attacca Malik con esso, facendogli perdere la maggior parte dei suoi punti vita. Di fronte a "God Phoenix", L'altro Yugi risponde risorgendo Osiris dal Cimitero per difendere "Il Dio dell'Obelisco". Dopo che "God Phoenix" ritorna nel Cimitero, Malik continua il suo assalto usando la Carta Magia, "Attacco a sorpresa dalle tenebre". L'altro Yugi risponde accendendo "Il dio dell'Obelisco" per attaccare contro il secondo attacco di Ra. Con la determinazione di Marik mentre era sul punto di morire, Yugi continua e annienta la parte oscura di Malik usando i poteri combinati di "Mago Nero" e "Giovane Maga Nera". Yami sconfigge Ra e Malik, con il suo ultimo Life Point, decide il risultato del duello. |                                     |                                |
| 32    | 38    | Yu-Gi-Oh! 38 「千年の秘宝！！」 - Sennen no hihō!! – "Tesoro millenario!!" | 4 marzo 2003 ISBN 4-08-873390-8     | 5 luglio 2009                  |
| 32    | 38    | Capitoli - Battle 279. Il tesoro millenario (千年の秘宝！！?, Sennen no hihō!!) - Battle 280. Una notte tenebrosa (胸騒ぎの夜！?, Munasawagi no yoru!) - Battle 281. La verità sugli oggetti millenari (超古代遺物の真実！！?, Chō kodai ibutsu no shinjitsu!!) - Battle 282. Un viaggio verso la memoria (記憶への旅へ！！?, Kioku e no tabi e!!) - Battle 283. I sei sacerdoti designati (選ばれし６神官?, Erabareshi roku shinkan) - Battle 284. L'ombra del maleficio (邪悪なる影?, Jākunaru kage) - Battle 285. Bakura, il re dei ladri (盗賊王バクラ！！?, Tōzoku-ō Bakura!!) - Battle 286. Diabound vs Garles Dragon! (精霊獣VS魔物！！?, Seirei-jū tai mamono!!) - Battle 287. L'ombra del padre (父の影?, Chichi no kage) |                                     |                                |
| 32    | 38    | Trama Dopo aver conquistato Battle City, l'altro Yugi ha ottenuto tutte e tre le carte divine e ora richiede tutti e sette gli oggetti del Millennio per sbloccare i suoi ricordi perduti. Bakura ancora una volta fa finta di essere fedele a Yugi e gli cede l'Occhio del Millennio che ha preso da Pegasus prima della sua morte, promettendo in seguito l'anello. Un misterioso uomo di nome Bobasa si offre come guida per l'altro Yugi sotto gli ordini del loro vecchio nemico Shadi, promettendogli la Chiave del Millennio e le Scaglie di Shadi. Quando Yugi e i suoi amici arrivano al museo, l'altro Yugi sembra scomparire nel mondo della memoria, dove Yugi e gli altri suoi amici (eccetto Bakura, che è escluso perché Bobasa aveva percepito una presenza malvagia nel suo cuore) decidono di entrare nel Puzzle per trovare la vera stanza del Mondo della Memoria usando la Chiave del Millennio, guidata da Bobasa, per trovare l'altro Yugi. Tuttavia, l'altro Yugi è stato effettivamente trasportato sul retro del museo per giocare contro il Bakura oscuro nell'Ombra RPG, una rievocazione della storia basata sui giochi del Puzzle, con il personaggio del giocatore che è il suo passato, il giovane faraone aiutato dai suoi sei sacerdoti. Per impedire a Bakura di resuscitare il dio malvagio Zorc e salvare le anime dei suoi amici intrappolati nel mondo di gioco, deve sconfiggere Bakura nel gioco di ruolo. Allo stesso tempo, Yugi e i suoi amici devono cercare il vero nome dell'altro Yugi come NPC nell'antico mondo di gioco egiziano che assomiglia al passato, devastato dal vendicativo re dei ladri. |                                     |                                |
| 33    | 39    | Yu-Gi-Oh! 39 「古の決闘！！」 - Inishie no kettō!! – "Antico duello!!" | 1º maggio 2003 ISBN 4-08-873419-X   | 6 dicembre 2009                |
| 33    | 39    | Capitoli - Battle 288. Nel nome del dio (神の名のもとに?, Kami no na no moto ni) - Battle 289. La punizione ultima (至高の鉄槌！！?, Shikō no tettsui!!) - Battle 290. All'inseguimento del nome del faraone (王の名を探し！！?, Ō no na wo sagashi!!) - Battle 291. Un duello nel passato (古の決闘！！?, Inishie no kettō!!) - Battle 292. Il combattimento dei maghi (魔術師の闘い！！?, Majutsu-shi no tatakai!!) - Battle 293. Un segreto nefando (黒き奥義！！?, Kuroki ōgi!!) - Battle 294. Apri questa porta invisibile! (見えない扉を開けよ！！?, Mienai tobira wo akeyo!!) - Battle 295. Le lacrime che colano nel Nilo (ナイルに流る涙?, Nairu ni nagareru namida) - Battle 296. La caccia al Kâ (魔物狩り！！?, Mamono kari!!) |                                     |                                |
| 33    | 39    | Trama Nel mondo della memoria, Bakura convoca il suo spirito Ka "Diabound" e attacca i sacerdoti. Bakura rivela il suo piano per prendere i sette oggetti del millennio e ottenere il potere ombra di Zorc Necrophades mettendoli tutti nella lastra di pietra in una cripta sotterranea nel villaggio di Kul Elna. Il Faraone ne ha abbastanza e chiama "il dio obelisco" per attaccare "Diabound", qualcosa di cui gli altri preti sono scioccati. L'Obelisco e il potere di Diabound sono uguali, poiché Diabound ha il potere del Drago Bianco Occhi Blu. Bakura si ritira, lasciando i sacerdoti a discutere di quello che è successo. Più tardi, Seto racconta ad Aknadin del suo piano di usare il ka degli abitanti del villaggio per creare un ka più forte di Diabound, a cui Aknadin si oppone. Il giorno dopo, il sacerdote Mahad ha intenzione di attirare Bakura in una trappola. Conduce Bakura ad una tomba che ha fatto per assomigliare alla tomba di Aknamkanon. Combatte Bakura, ma alla fine viene sconfitto. Lui sacrifica la sua vita per fondere il suo Ka e Ba per trasformarsi nel Mago Oscuro. Mentre Bakura ottiene il Millennium Ring da Mahad, Mahad lo attacca e distrugge la tomba, ma Bakura riesce a sopravvivere. A questo punto, Yugi e gli altri trovano la porta del Mondo della Memoria. |                                     |                                |
| 34    | 40    | Yu-Gi-Oh! 40 「闇の支配者！！」 - Yami no shihaisha!! – "Sovrano dell'oscurità!!" | 4 agosto 2003 ISBN 4-08-873492-0    | 7 marzo 2010                   |
| 34    | 40    | Capitoli - Battle 297. Bakura, il sopravvissuto (盗賊王生還！！?, Tōzoku-ō seikan!!) - Battle 298. L'attacco notturno al santuario (神殿夜襲！！?, Shinden yashū!!) - Battle 299. Il faraone contrattacca (迎撃の王宮！！?, Geigeki no ōkyū!!) - Battle 300. Osiris vs Diabound (天空竜VS精霊獣?, Tenkū ryū tai seirei-jū) - Battle 301. La folgore del cielo contro le tenebre dei cieli (天の雷VS天の闇！！?, Ten no ikazuchi tai yen no yami!!) - Battle 302. Un superattacco a sorpresa (奇襲！！強襲！！?, Kishū!! Kyōshū!!) - Battle 303. Una forza che penetra le tenebre (闇を切り裂く力！！?, Yami wo kirisaku chikara!!) - Battle 304. L'arrivo del dio sole Râ (太陽神降臨！！?, Taiyō shin kōrin!!) - Battle 305. Colui che domina le tenebre (闇の支配者！！?, Yami no shihaisha!!) |                                     |                                |
| 34    | 40    | Trama Seto e Shada percorrono le strade e i cittadini per la strada. Seto dice a Shada di usare la sua chiave del millennio per mettere alla prova il cuore della gente e cercare di trovare persone che ospitano mostri forti. Quando Seto dice ad Aknadin del suo piano, Aknadin chiede a Seto di riconsiderarlo, ma Seto non ascolta. Poco tempo dopo, Bakura, che indossa il Millennium Ring, attacca Aknadin con Diabound. Decidendo di non uccidere Aknadin, usa invece il potere dell'Anello per trasferire il suo male ad Aknadin. Dopo aver trovato Bakura, il Faraone lo segue usando Osiris. Alla fine, Diabound distrugge Osiride e il Faraone è sul punto di morire. Tuttavia, Yugi e i suoi amici arrivano e gli danno abbastanza energia per convocare il Drago alato di Ra, che distrugge Diabound. |                                     |                                |
| 35    | 41    | Yu-Gi-Oh! 41 「死霊の村！！」 - Shiryō no mura!! – "Villaggio dei morti!!" | 4 novembre 2003 ISBN 4-08-873522-6  | 30 giugno 2010                 |
| 35    | 41    | Capitoli - Battle 306. Il tempo invertito (戻された時間！！?, Modosa reta jikan!!) - Battle 307. La visita delle tenebre (訪れた闇！！?, Otozureta yami!!) - Battle 308. La nascita dell'oggetto millenario (千年宝物の誕生！！?, Sennen takaramono no tanjō!!) - Battle 309. Le ondulazioni delle tenebre (闇の波紋?, Yami no hamon) - Battle 310. Il risveglio del drago bianco (白き龍の目覚め！！?, Shiroki ryū no mezame!!) - Battle 311. Il grande potere del drago bianco (白き龍の器?, Shiroki ryū no utsuwa) - Battle 312. Il faraone ritrovato (ファラオ発見！！?, Farao hakken!!) - Battle 313. Il villaggio delle anime defunte (死霊の村！！?, Shiryō no mura!!) - Battle 314. L'incredibile mostro dello spirito (VS精霊超獣ッ！！?, Bāsasu seirei chōjūtsu!!) |                                     |                                |
| 35    | 41    | Trama Tuttavia, il tempo si inverte misteriosamente, con il risultato che Yugi e i suoi amici non arrivano, impedendo al Faraone di evocare Ra, causandone la sconfitta e la scomparsa, mentre Bakura ottiene il Pendente del Millennio. Mentre sono alla ricerca di criminali con una forte Ka, Seto e Shada fermano una folla inferocita dal loro assalto a una donna innocente. Shada avverte la sua potente Ka (il Drago Bianco Occhi Blu) e Seto la riporta con sé a palazzo. Successivamente viene mostrato in un flashback che Seto e Kisara - la ragazza che ha salvato - si erano già incontrati da bambini. Nel frattempo, Aknadin sta riposando e ha un flashback di quello che è successo quindici anni fa: Aknadin ha creato gli oggetti del millennio a costo di sacrificare il villaggio di Kul Elna. Viene anche rivelato che Aknadin è il fratello minore di Aknamkanon, il precedente Faraone, rivelando così che il Faraone e il Seto sono cugini. Ormai corrotto da Zorc, il desiderio più forte di Aknadin è vedere Seto salire sul trono come nuovo Faraone d'Egitto. Quando viene a sapere della Ka di Kisara, è desideroso di farlo estrarre da Seto (e usarlo per usurpare il Faraone), ma Seto - per i suoi forti sentimenti per la ragazza - rifiuta. Aknadin dice poi ai due criminali che stanno combattendo per combattere invece con Seto e Kisara, ma il ka del drago uccide entrambi i criminali. Alla fine, Yugi e i suoi amici si incontrano con Bobasa, che promette di aiutarli. I sommi sacerdoti e il gruppo di Yugi cercano il faraone. Nel frattempo, Yami è in una grotta, incontrando Hasan, che se ne va. Alla fine, Atem si ricongiunge con i suoi amici, ma lui, Mana, il suo amico d'infanzia e gli alti sacerdoti partono per Kul Elna per sconfiggere Bakura una volta per tutte. |                                     |                                |
| 36    | 42    | Yu-Gi-Oh! 42 「大邪神降臨！！」 - Dai jashin kōrin!! – "Il malvagio dio discende!!" | 4 febbraio 2004 ISBN 4-08-873560-9  | 7 novembre 2010                |
| 36    | 42    | Capitoli - Battle 315. La mimetizzazione delle tenebre (闇の迷彩！！?, Yami no meisai!!) - Battle 316. Uno scudo di rancore (怨念の盾！！?, Onnen no tate!!) - Battle 317. I sacerdoti vs Diabound (神官団VS精霊超獣！！?, Shinkan-dan tai seirei chōjū!!) - Battle 318. L'unione fa la forza (結束よ貫け！！?, Kessoku yo tsuranuke!!) - Battle 319. Una pedina nel mondo della memoria (記憶世界の「駒」！！?, Kioku sekai no "koma"!!) - Battle 320. Il dark R.P.G. definitivo (究極！！闇・R・P・G！！?, Kyūkyoku!! Yami Āru Pī Jī!!) - Battle 321. L'arrivo del grande demone (大邪神降臨！！?, Dai jashin kōrin!!) - Battle 322. Il mitico non player character (幻のNPC！！?, Maboroshi no enu Pī Shī!!) - Battle 323. L'esplorazione della tomba reale (王墓探究！！?, Ō bo tankyū!!) |                                     |                                |
| 36    | 42    | Trama Bakura, sorpreso nel vedere il faraone vivo, combatte contro Diabound, che è rafforzato dai fantasmi dei defunti abitanti del villaggio di Kul Elna, ma il faraone evoca Mahad, il Mago Oscuro. Nel frattempo, Shada tenta di distruggere la tavola di Diabound, ma Aknadin gli fa perdere i sensi. Alla fine, la forza combinata dei Sacerdoti distrugge Diabound. Anche Aknadin arriva con la chiave del millennio e in qualche modo tutti si bloccano. Appare anche la voce di Bakura e riduce il Re dei Ladri in sabbia. Viene rivelato che l'altro Yugi e Bakura stanno giocando al Dark RPG. Gli oggetti principali di Bakura, i suoi gettoni a clessidra, erano i responsabili di invertire il tempo prima e di congelare il tempo al momento. Aknadin prende quindi tutti gli oggetti del Millennio dei sommi sacerdoti e li inserisce nella pietra del millennio, causando la convocazione parziale di Zorc. Zorc quindi trasforma Aknadin nel Grande Magus Ombra, che lancia poi un attacco contro il Faraone, ma questi usa il suo Oggetto Maestro, Hasan, per deviare l'attacco al Capo Maestro di Bakura, il Segnalino a Clessidra, causando il tempo di spostarsi di nuovo. Aknadin poi prende Seto e lo teletrasporta nel palazzo. A palazzo, Aknadin tenta di estrarre il ka di Kisara, il Drago Bianco, ma Seto rifiuta. Aknadin uccide poi Kisara, rubando con successo il suo ka. Seto, infuriato, uccide Aknadin, ma la sua anima possiede Seto. Il faraone e Seto Kaiba, che erano entrati nel mondo della memoria, arrivano. Il sacerdote Seto, posseduto , sfida Atem a una battaglia. Durante la battaglia, Aknadin usa il Drago Bianco e quasi sconfigge il faraone, finché il Drago Bianco non si distrugge da solo e distrugge Aknadin, liberando il Sacerdote Seto dal suo possesso. Usando il potere del Dark RPG, Bakura fa rivivere il re dei ladri e il Diabound, che divide tutti i sacerdoti e Atem in tutto il villaggio, che vengono attaccati da api e mostri. Karim si sacrifica per distruggere un mostro, e tutti i sacerdoti e il faraone si riuniscono. Nel frattempo, Bobasa porta Yugi e i suoi amici nella Valle dei Re. Yugi, conoscendo tutte le trappole, protegge lui e i suoi amici dalle trappole. Sono quindi ad una stanza lontana dal nome del Faraone, che li farà sconfiggere Zorc, ma un frammento di Bakura appare e sfida Yugi a un duello. |                                     |                                |
| 37    | 43    | Yu-Gi-Oh! 43 「王の名のもとに！！」 - Ō no na no moto ni!! – "In nome del re!!" | 30 aprile 2004 ISBN 4-08-873592-7   | 6 marzo 2011                   |
| 37    | 43    | Capitoli - Battle 324. Un duello nel santuario (聖墓の決闘！！?, Hijiri haka no kettō!!) - Battle 325. Il silenzio dei duellanti (沈黙の決闘者！！?, Chinmoku no kettō-sha!!) - Battle 326. I fantasmi sul campo di gioco (場に満ちる死霊！！?, Ba ni michiru shiryō!!) - Battle 327. Non mi arrenderò! (ボクはあきらめない！！?, Boku wa akiramenai!!) - Battle 328. La fine del mondo (世界崩壊！！?, Sekai hōkai!!) - Battle 329. Fino all'ultima goccia di energia (魂尽きるまで！！?, Tamashī tsukiru made!!) - Battle 330. La divinità che protegge la leggenda (伝説の守護神！！?, Densetsu no shugoshin!!) - Battle 331. La luce che infiamma l'anima (魂の灯す光！！?, Tamashī no tomosu hikari!!) - Battle 332. La tavoletta di pietra di questo mondo (現世の石版！！?, Gense no sekiban!!) - Battle 333. Nel nome del re (王の名のもとに！！?, Ō no na no moto ni!!) |                                     |                                |
| 37    | 43    | Trama Al centro di Kul Elna, Bakura e Diabound si sacrificano per convocare Zorc, che lancia un attacco contro il Faraone, ma Hasan prende invece il colpo, morendo. Il Faraone quindi torna a palazzo per trovare Seto, mentre tutti i sacerdoti aspettano lì e si preparano all'attacco di Zorc. Nel frattempo, durante il duello di Yugi e Bakura, Bakura usa una strategia che riduce il mazzo di Yugi a una carta, ma quella carta risulta essere "Gandora il drago della distruzione", assicurando la vittoria di Yugi. Poi arrivano nella stanza con il nome del Faraone, ma il nome è in geroglifici, che non possono leggere, quindi memorizzano i simboli. A palazzo, l'esercito si dimostra inutile contro Zorc, che procede a distruggere la città. Il faraone chiama quindi gli dei egizi, che sembrano distruggere Zorc, ma Zorc sopravvive all'assalto e distrugge gli dei. Zorc lancia un attacco al faraone, ma Shada prende il colpo, provocando la sua morte. Iside, nel tentativo di rallentare Zorc, si sacrifica. Shimon Muran evoca anche Exodia il Proibito, che viene distrutto da Zorc, con conseguente morte di Simon. Quando Zorc tenta di uccidere il faraone e i suoi amici moderni, Shadi, dal presente, possiede il defunto Hasan, che invece subisce il colpo, distruggendo Hasan e Shadi. Proprio in quel momento, Anzu ha un'idea: dice al gruppo di visualizzare i geroglifici che hanno visto sul cartiglio, quindi il faraone legge il nome una volta che appare. Mentre cercano di visualizzarlo, Zorc tenta di attaccarli, ma Kaiba usa "Ring of Defense" per proteggerli. Il Faraone vede il suo nome sul cartiglio e lo urla: Atem. Con questo, è in grado di evocare il Creatore di Luce, che distrugge Zorc con un attacco. |                                     |                                |
| 38    | 44    | Yu-Gi-Oh! 44 「遊戯 王」 - Yūgi-Ō – "Re dei giochi" | 4 giugno 2004 ISBN 4-08-873626-5    | 9 luglio 2011                  |
| 38    | 44    | Capitoli - Battle 334. Il sopravvissuto! (生き残りし者！！?, Ikinokori shisha!!) - Battle 335. Il drago bianco! Il mago nero! (白き龍！！黒き魔術師！！?, Shiroki Rryū!! Kuroki Majutsu-shi!!) - Battle 336. L'erede della luce! (光を継ぐ者?, Hikari wo tsugu mono) - Battle 337. Attraversando il Nilo! (ナイルを越えて！！?, Nairu wo koete!!) - Battle 338. La regola del combattimento! (闘いの儀！！?, Tatakai no gi!!) - Battle 339. Yugi Vs Re Atem! (遊戯VS王！！?, Yūgi tai Ō!!) - Battle 340. Un sentimento forte! (強い気持ち！！?, Tsuyoi kimochi!!) - Battle 341. I temibili compagni! (VS最強の仲間！！?, VS saikyō no nakama!!) - Battle 342. L'ultima scommessa! (最後の賭け！！?, Saigo no kake!!) - Battle 343. The last battle - il Re Yugi! (遊戯 王?, Yūgi-Ō) |                                     |                                |
| 38    | 44    | Trama Con questo, il Bakura oscuro viene distrutto e Atem vince il Dark RPG, riacquistando tutti i suoi ricordi. Tuttavia, il Creatore dice ad Atem e ai suoi amici che hanno ancora un compito da svolgere. Atem infatti otterrà la libertà della sua anima dal mondo dei vivi solo se perderà, non di proposito, un duello. Seto si offre di combattere, ma Yugi si oppone, sostenendo che l'avversario debba essere lui stesso. Così, Atem e Yugi si scindono, abbandonando il primo il corpo dell'altro, e si affrontano. Yugi combatte usando le carte scelte del deck che compose insieme ad Atem, mentre quest'ultimo ha selezionato, tra le altre dello stesso mazzo, quelle degli incantatori e delle potentissime divinità egizie. Atem evoca le ultime in un colpo solo, mettendo l'avversario alle corde. I due avversari combattono senza esclusione di colpi. Dopo aver perso persino il Mago Nero, Atem cerca di resuscitare Osiris per finire Yugi, ma l'ultima contromossa dell'alter ego annulla l'evocazione, e, con l'attacco successivo, Yugi mette fine al duello. Atem è perciò libero, e lascia il mondo dei vivi fra le lacrime di tutti. |                                     |                                |